# Liebfrauenmünster (Wolframs-Eschenbach)

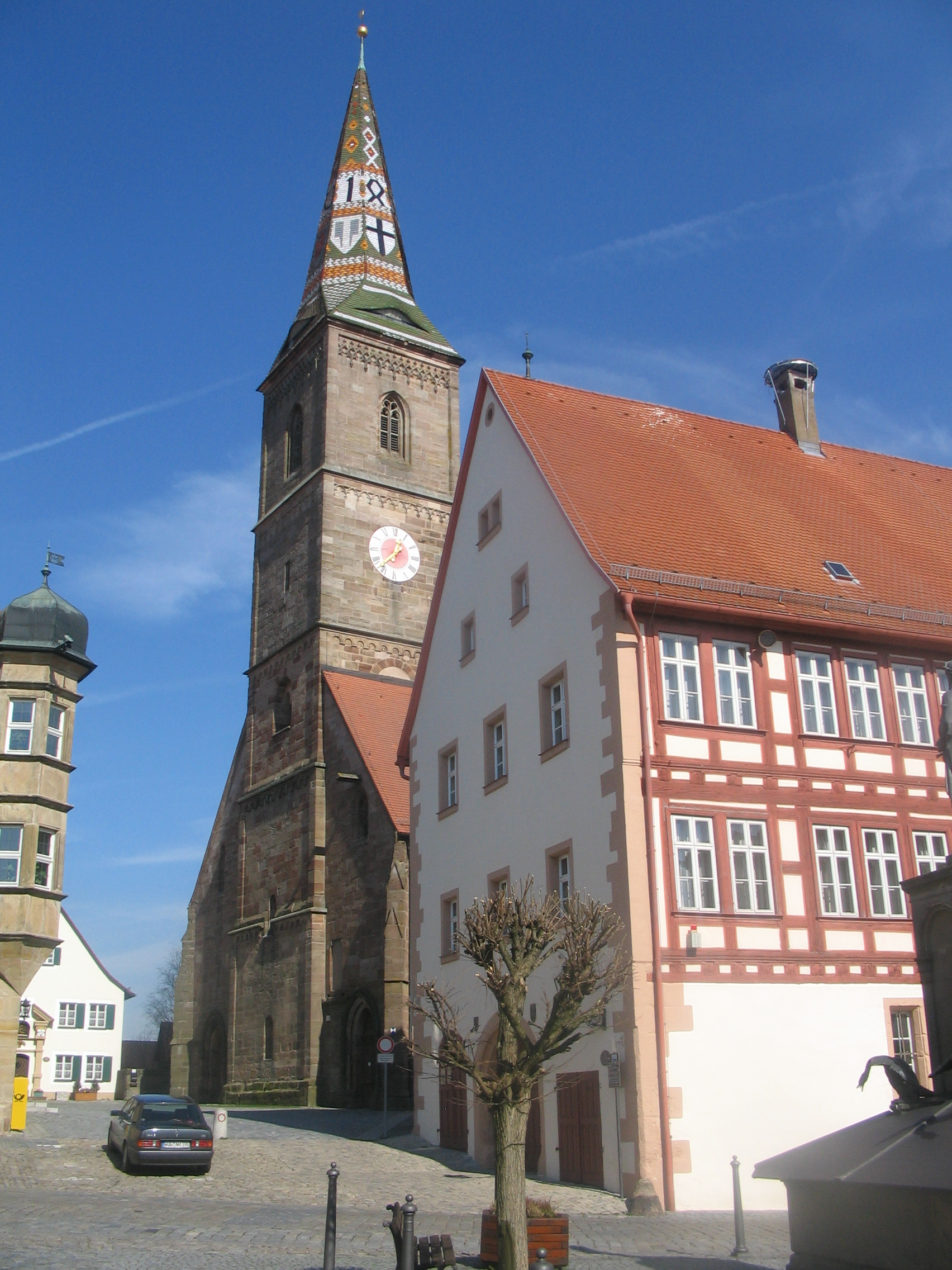
Liebfrauenmünster Wolframs-Eschenbach

Das Liebfrauenmünster ist die römisch-katholische Stadtpfarrkirche in Wolframs-Eschenbach. Sie liegt im mittelfränkischen Landkreis Ansbach und gehört zum Bistum Eichstätt. Die Kirche hat das Patrozinium Mariae Himmelfahrt und ist Teil des Bischöflichen Dekanats Herrieden. Sie ist eine der frühesten gotischen Hallenkirchen Deutschlands und unter der Denkmalnummer D-5-71-229-67 als Baudenkmal in die Bayerische Denkmalliste eingetragen.

## Lage
Die Kirche befindet sich mitten im denkmalgeschützten Ensemble der Stadt Wolframs-Eschenbach auf einer Höhe von 443 Metern über NHN. Die postalische Adresse lautet Wolfram-von-Eschenbach-Platz 7.

## Geschichte
Siedlungsspuren und eine Vorgängerkirche aus Holz werden bereits auf das 8. Jahrhundert datiert. Nach einer Steinkirche aus ottonischer Zeit, die durch Ungarneinfälle zerstört wurde, entstand ein Nachfolgebau, der bereits die Ausmaße der heutigen Kirche hatte. Das jetzige Liebfrauenmünster geht auf das 13. Jahrhundert zurück:
Das unterste romanische Turmgeschoss stammt noch aus der von Bischof Gundekar (1019–1075) eingeweihten Kirche. Unter der Herrschaft des Deutschen Ordens wurden weitere Geschosse 1220/30 errichtet, der Chor um 1250 und um 1300 folgte das Langhaus.
1430/40 erhielt der Turm zwei gotische Geschosse und 1465/66 den spitzen Helm mit glasierten Ziegeln. Langhaus und Chor wurden 1453/54 erhöht. 1481 wurde die Sakristei an der Nordseite angebaut.
Eine Um- und Ausgestaltung im barocken Stil erfuhr die Kirche 1713–1719 durch den Deutschordensbaumeister Franz Keller, den Maler Franz Ignaz Roth und dessen Bruder, den Stuckateur und späteren Ordensbaumeister Franz Joseph Roth. Im Jahre 1749 wurde an der Stelle eines Anbaus mit Ordensbibliothek die heutige Marienkapelle errichtet.
Einen tiefen Einschnitt brachte die Umgestaltung im neugotischen Stil 1876/78, wobei alle barocken Bauteile rigoros entfernt wurden. Alle Altäre, Bänke, die Kanzel und die Kommunionbank wurden in diesem Stil erneuert, die Wände mit Bildern aus dem Leben Jesu bemalt und die Fenster erhielten neugotische Glasmalereien. Die neugotischen Stilelemente wurden 1946 bei einer erneuten Renovierung wieder entfernt.
1985 bis 1990 wurden bei einer gründlichen Außenrenovierung große Schäden im Dachstuhl behoben, der Ostgiebel durch eine Hintermauerung gefestigt und die verwitterten Kaff- und Traufgesimse erneuert.
Die letzte große Umgestaltung erfuhr die Kirche im Jahre 2000/2001, bei der die Empore abgebrochen, die Kanzel endgültig entfernt und der Altarraum neu gestaltet wurde. Die Orgel fand nun ihren Platz im nördlichen Seitenschiff, verbunden mit einem Platz für den Chor. Durch diese Maßnahme wurde der Mittelgang aufgegeben und durch einen geschlossenen Bankblock ersetzt.

## Ausstattung

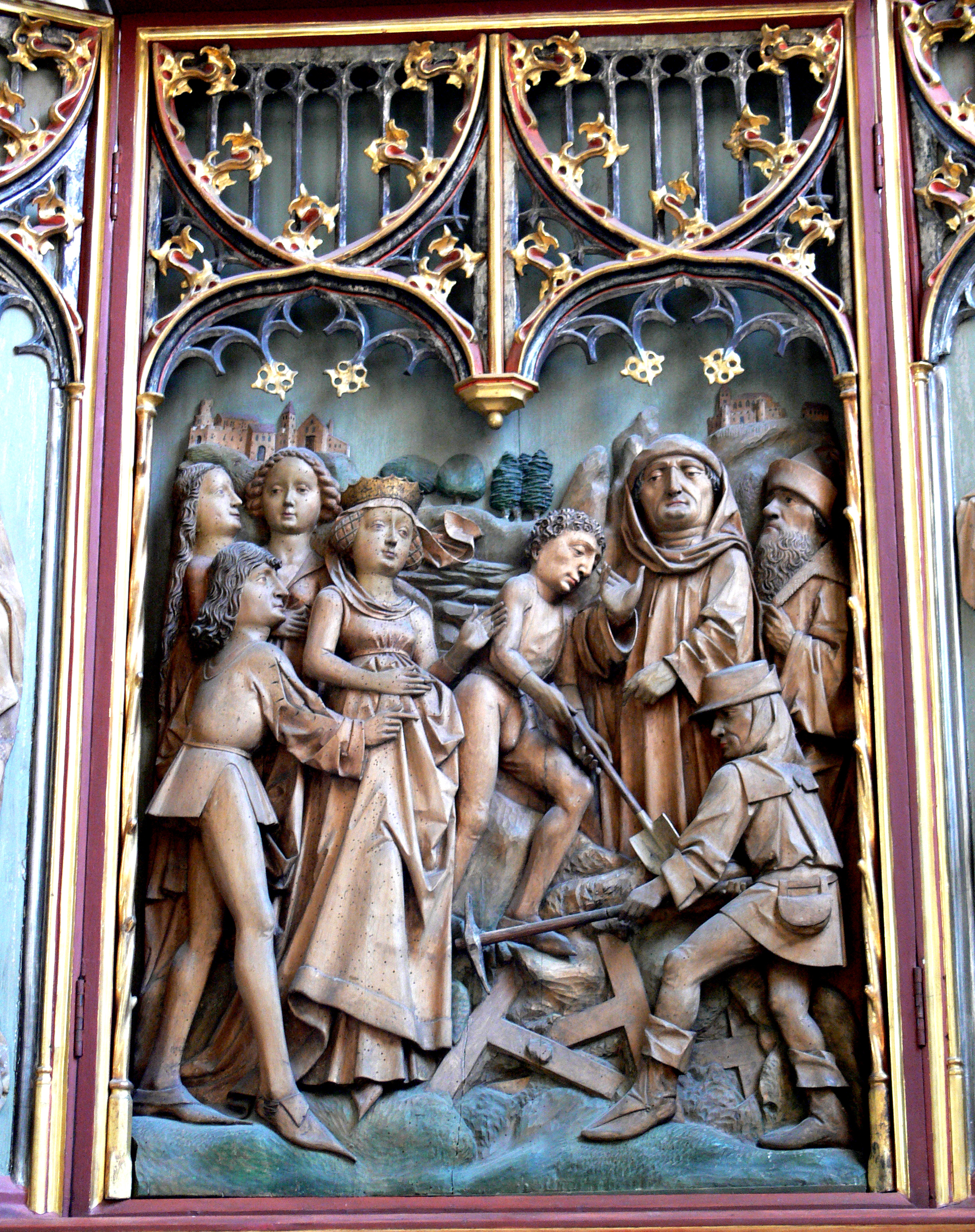
Wolframs-Eschenbach Liebfrauenmünster Kreuzauffindungsaltar Mittelteil

### Altäre und Figuren
Im südlichen Seitenschiff zeigt der Kreuzauffindungsaltar (um 1490) die Kaiserin Helena mit ihrem Hofstaat und dem Bischof Makarios von Jerusalem mit Berater und zwei Werkleuten beim Auffinden des Heiligen Kreuzes. Auf den Seitenflügeln sind die römischen Märtyrer Johannes und Paulus dargestellt, auf der Rückseite der Altarflügel die Heiligen Gangolf und Martin, letztere in der Kleidung reicher Nürnberger Patrizier. In der Predella sind die 14 Nothelfer zu erkennen.
Eine spätgotische Pietà von 1480 steht auf dem Hochaltar, flankiert von Figuren der heiligen Elisabeth und des heiligen Georg von 1745.

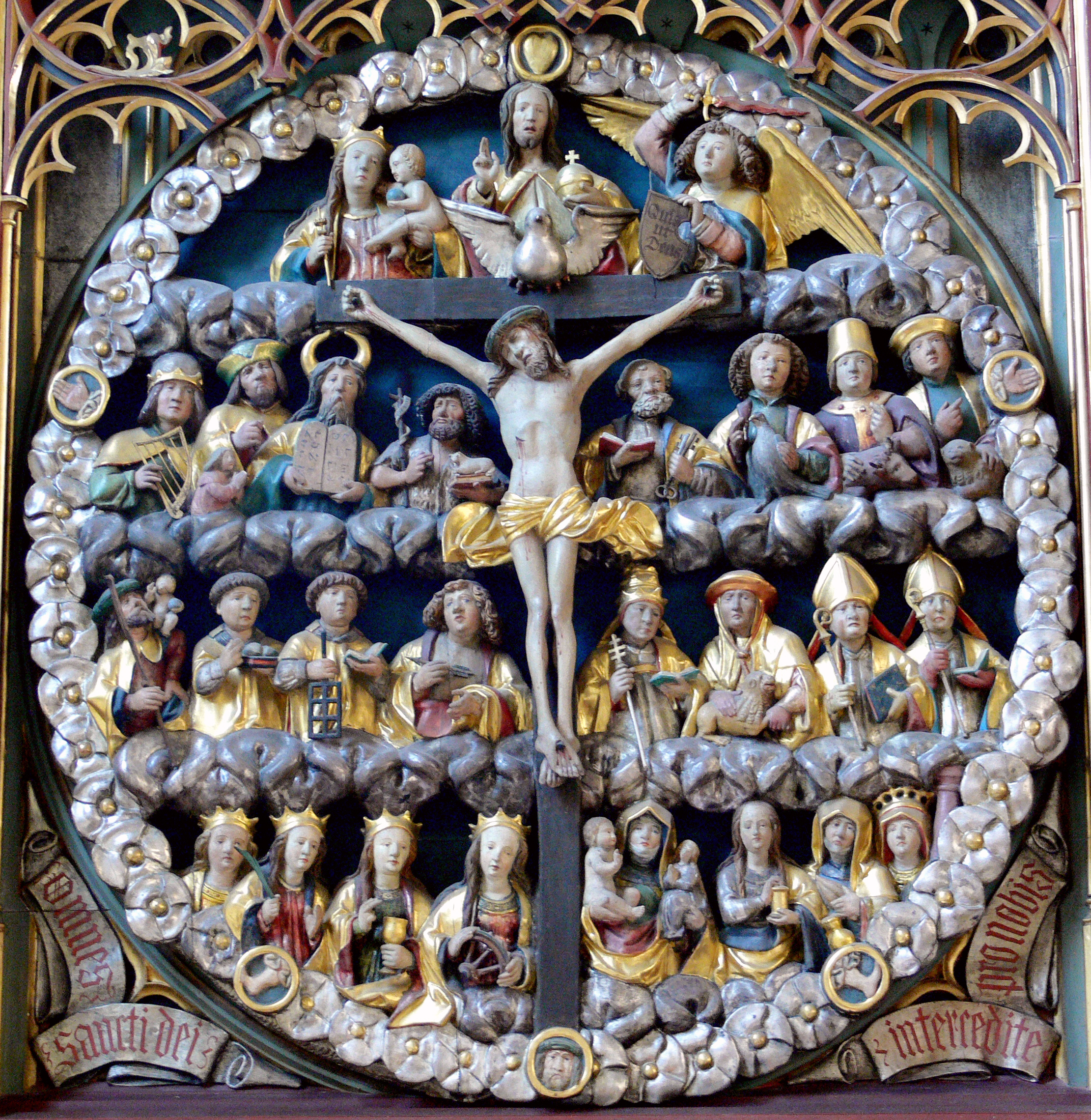
Wolframs-Eschenbach Liebfrauenmünster Rosenkranzaltar Mitte

Im nördlichen Seitenschiff steht ein Rosenkranzaltar, auch „himmlischer Hof“ genannt, aus der Schule von Veit Stoß. Dabei handelt es sich um eine Darstellung des Heiligenhimmels eingerahmt von einem Rosenkranz. Um ein übergroßes Kreuz herum sind Heiligengruppen des alten Testaments, der Apostel, der Märtyrer, der kirchlichen Hierarchie, also Päpste und Bischöfe, der Theologie, der Jungfrauen und heiligen Mütter angeordnet.
Eine Gedenkplatte von 1922 für den Dichter Wolfram von Eschenbach, dessen Grab sich in der Kirche befindet, jedoch nicht mehr eindeutig lokalisierbar ist, befindet sich an der Südwand der Kirche.
Zu den Kostbarkeiten der Kirche gehört eine Holzfigurengruppe, die Geburt Christi, um 1500, die nur an den Weihnachtsfeiertagen vor dem Altar steht.

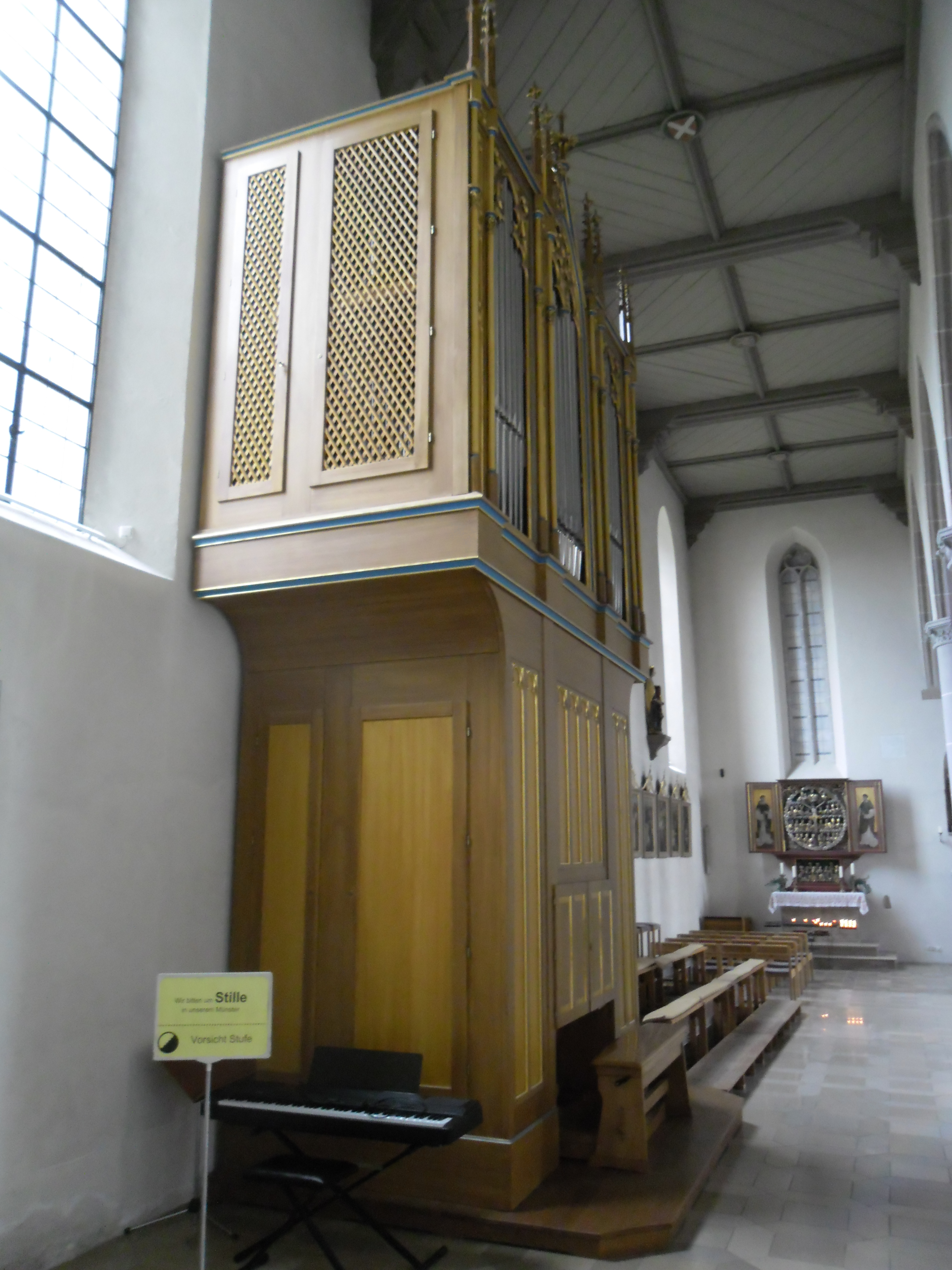
Jann-Orgel

In der Seitenkapelle hängt ein Bildnis der Sieben Schmerzen Mariens, eine Kopie des Gnadenbildes von Oberelchingen bei Ulm. Das Altarbild stellt die Aufnahme Mariens in den Himmel dar. Es war das ehemalige Hochaltarbild und verweist auf das Patrozinium des Liebfrauenmünsters. Die Sebastiansfigur mit historischer Votivkerze (1700/1730) stammt ursprünglich aus der Friedhofskirche St. Sebastian, die westlich außerhalb der Stadt liegt.

### Orgel
Die Orgel im nördlichen Seitenschiff wurde 1984 als Opus 89 durch die Werkstatt Georg Jann in Laberweinting gebaut. Sie verfügt über 21 Register auf zwei Manualen und Pedal.

### Glocken
Die große Glocke (Schlagton e′), von Georg Herold 1629 gegossen, trägt die Inschrift: + IESV + CHRISTE + FILI + DEI + VIVI + MISERERE + NOBIS + GEORG: HEROLT IN NVRMBERG 1629. Die älteste Glocke aus dem 14. Jahrhundert (Schlagton g′) trägt zwischen Kordelstegen die Inschrift JOHANNES + MATTHAEUS + LUKAS + MARKUS + MARIA. Sie wurde nach dem Zweiten Weltkrieg umgegossen und im Ton verändert.
1975 wurde das Glockengeläut durch drei neue Glocken mit den Schlagtönen a′ – h′ – d″ der Heidelberger Glockengießerei ergänzt.